# Éric Matoukou
Éric Benoît Matoukou (ur. 8 lipca 1983 w Jaunde) – kameruński piłkarz grający na pozycji środkowego obrońcy, reprezentant Kamerunu.

## Kariera klubowa
Karierę piłkarską Matoukou rozpoczął w klubie Pyramide FC z miasta Mfou. W latach 2000–2001 grał w nim w trzeciej lidze kameruńskiej. Na początku 2002 odszedł do belgijskiego RWD Molenbeek z Brukseli. 16 lutego 2002 zadebiutował w pierwszej lidze belgijskiej w zremisowanym 1:1 domowym meczu z Excelsiorem Mouscron. Latem 2002 po bankructwie RWD Molenbeek odszedł do KSK Heusden-Zolder i w 2003 awansował z nim do pierwszej ligi Belgii. W Heusden-Zolder grał do końca 2003.
Na początku 2004 Matoukou został zawodnikiem KRC Genk. Swoje pierwsze spotkanie w nim rozegrał 8 lutego 2004, przegrane 1:3 na wyjeździe z Excelsiorem Mouscron. 8 kwietnia 2005 w meczu z Sint-Truidense VV (2:0) strzelił swojego pierwszego gola w belgijskiej ekstraklasie.
W lipcu 2011 przeszedł do ukraińskiego Dnipra Dniepropetrowsk, ale szybko został wypożyczony do końca 2012 do Arsenału Kijów. 3 sierpnia 2013 został wypożyczony do Wołyni Łuck. 11 czerwca 2014 otrzymał status wolnego klienta. Latem 2014 przeszedł do Lierse SK. W marcu 2015 został zawodnikiem fińskiego klubu Inter Turku. W 2016 grał w Pafos FC, a w 2017 w Sprimont-Comblain Sport, a karierę kończył w 2018 w Crossing Schaerbeek.
| Sezon   | Klub                    | Kraj      | Rozgrywki                 | Mecze | Bramki |
| ------- | ----------------------- | --------- | ------------------------- | ----- | ------ |
| 2000    | Pyramide FC             | Kamerun   | III. liga                 | ?     | ?      |
| 2001    | Pyramide FC             | Kamerun   | III. liga                 | ?     | ?      |
| 2001/02 | RWD Molenbeek           | Belgia    | Eerste klasse A           | 9     | 0      |
| 2002/03 | KSK Heusden-Zolder      | Belgia    | Eerste klasse B           | 22    | 2      |
| 2003/04 | KSK Heusden-Zolder      | Belgia    | Eerste klasse A           | 12    | 0      |
| 2003/04 | KRC Genk                | Belgia    | Eerste klasse A           | 8     | 0      |
| 2004/05 | KRC Genk                | Belgia    | Eerste klasse A           | 27    | 1      |
| 2005/06 | KRC Genk                | Belgia    | Eerste klasse A           | 15    | 0      |
| 2006/07 | KRC Genk                | Belgia    | Eerste klasse A           | 22    | 4      |
| 2007/08 | KRC Genk                | Belgia    | Eerste klasse A           | 25    | 1      |
| 2008/09 | KRC Genk                | Belgia    | Eerste klasse A           | 25    | 0      |
| 2009/10 | KRC Genk                | Belgia    | Eerste klasse A           | 24    | 1      |
| 2010/11 | KRC Genk                | Belgia    | Eerste klasse A           | 37    | 1      |
| 2011/12 | Arsenał Kijów           | Ukraina   | Premier-liha              | 2     | 0      |
| 2012/13 | Arsenał Kijów           | Ukraina   | Premier-liha              | 13    | 0      |
| 2012/13 | Dnipro Dniepropietrowsk | Ukraina   | Premier-liha              | 0     | 0      |
| 2013/14 | Wołyń Łuck              | Ukraina   | Premier-liha              | 6     | 0      |
| 2014/15 | Lierse SK               | Belgia    | Eerste klasse A           | 6     | 1      |
| 2015    | Inter Turku             | Finlandia | Veikkausliiga             | 25    | 0      |
| 2015/16 | Pafos FC                | Cypr      | Protathlima A’ Kategorias | 13    | 1      |
| 2016/17 | Sprimont-Comblain Sport | Belgia    | Eerste klasse amateurs    | 8     | 0      |
| 2017/18 | Crossing Schaerbeek     | Belgia    | Provinciale Brabant ACFF  | ?     | ?      |

## Kariera reprezentacyjna
W reprezentacji Kamerunu Matoukou zadebiutował 9 lutego 2005 roku w wygranym 1:0 towarzyskim spotkaniu z Senegalem.

## Sukcesy i odznaczenia

### Sukcesy klubowe
- wicemistrz Belgii: 2007
- zdobywca Puchar Belgii: 2009